# Fissidens brachypus
Fissidens brachypus är en bladmossart som beskrevs av Mitten 1869. Fissidens brachypus ingår i släktet fickmossor, och familjen Fissidentaceae. Inga underarter finns listade i Catalogue of Life.